# ترس آرویوس
ترس آرویوس (به اسپانیایی: Tres Arroyos) شهری در کشور آرژانتین، استان بوئنوس آیرس است که در سال ۲۰۰۹ میلادی، حدود ۴۵٬۹۸۶ نفر جمعیت داشته است.